# Двиноважье
«Двинова́жье» — газета Виноградовского района Архангельской области, издаваемая с 1930 года, как орган Виноградовского райкома ВКП(б) и Виноградовского райисполкома. С 1930 года по 1962 год выходила под названием «Лесная правда». Тираж составлял 1000 экземпляров, к концу года вырос до 2000 экземпляров. Периодичность выхода и объем номера газеты неоднократно менялся: в 1932 году газета выходила ежедневно на 4-х страницах, в 1933 году три раза в неделю на 4-х страницах. С 1941 года по июль 1958 года газета выходила на 2-х страницах два раза в неделю. С 1958 года — на четырёх страницах 3 раза в неделю, тираж составил более трёх тысяч экземпляров.
Затем, в связи с созданием промышленных и сельскохозяйственных районов газета была упразднена, но, совместно с Шенкурским районом, с 1963 года издавалась газета «Ленинец». В апреле 1965 года виноградовская районная газета была восстановлена и до 1992 года выходила под названием «Вперёд». Периодичность три раза в неделю на 4-х страницах. В 1978 году тираж составил 6100 экземпляров. С 1 января 1992 года газета стала выходить под новым названием «Двиноважье». С 29 октября 2000 года газета стала печататься офсетным способом, что заметно улучшило её внешний вид, способствовало этому обеспечение редакции газеты компьютерным оборудованием. Газета выходит 3 раза в неделю. Редакция газеты «Двиноважье» Виноградовского района стала призером Всероссийского фестиваля «АГРО — СМИ-2006».
В 2010 году газета отметила 80-летний юбилей.

## Редакторы
Тетерин П. (первый редактор) — 1930, Абрамов М. — 1930—1931, Подольский П. — 1931, Гвоздев А. — 1931—1934, Годнев Н. — 1934—1937, Пономарев М. Г. — 1937—1939, Овчинников И. — 1939—1941, Шабанов Иван Яковлевич — 1941—1947, Жилин И. — 1948—1951, Горцев Н. — 1951—1952, Уткин Василий Серапионович — 1952—1962, 1966—1971, Потолицын Александр Сергеевич — 1965—1966, Мелентьев Михаил Прокопьевич — 1972—1985, Тюканов Леонид Александрович — 1985—1991, Невзоров Леонид Иванович — 1991—1992, Сафронова Тамара Федоровна — 1992—1997, Гнездов Сергей Валентинович — 1998—2009, Гнездова Валентина Владимировна — с марта 2009 года.